# Phalacrocarpum
Phalacrocarpum là một chi thực vật có hoa trong họ Cúc (Asteraceae).

## Loài
Chi Phalacrocarpum gồm các loài: